# Jean-Charles Deniau
Pour les articles homonymes, voir Deniau.
 (mai 2021).
Jean-Charles Deniau, né le 15 octobre 1945 à Rambouillet (Yvelines), est un journaliste d'enquête et documentariste français.

## Biographie
Né d’un père chef d’entreprise, Jean-Charles Deniau fait ses études au collège Saint-Jean-de-Béthune à Versailles.
Il obtient un diplôme de l’école supérieure de journalisme (ESJ Paris). Pendant son service militaire, il est rédacteur de la revue des troupes de Marine « frères d’armes ».
Il entre à l'ORTF en juin 1969, journaliste à la station France 3 Bretagne à Rennes puis au Mans. De retour à Paris en 1973, journaliste à Inter TV un service de l'ORTF, il réalise des reportages en Afrique et au Moyen Orient. Il couvre l’actualité de ces régions, les sommets africains, les coups d'état, les élections, la sécheresse au sahel, etc.
À la disparition de l’ORTF en 1975, il entre à France Inter, il travaille notamment dans l’émission d'Anne Gaillard.
En 1978, il est recruté à TF1 et en 1981 à FR3 National, au service politique puis il gagne la rédaction du Magazine Vendredi dirigé par André Campana où il réalise ses premiers documentaires. De 1984 à 1986, il est grand reporter pour le magazine Taxi que dirige et présente Philippe Alfonsi. Il réalise de nombreux documentaires d’investigation.
En 1989, il quitte FR3 pour rejoindre dans le privé, les deux sociétés de production de Philippe Alfonsi, VIP et Taxi puis il est envoyé à Moscou en 1989 pour diriger Tochka news (le point) la première agence de presse privée étrangère de la ville. Il couvre les derniers soubresauts du communisme et la fin de l'URSS.
Depuis, auteur réalisateur indépendant, il a réalisé plus de 95 documentaires.
Il a reçu en 1995 un Emmy Award pour le documentaire "contre l'oubli"
et en 1999 une nomination aux Emmy Award pour le documentaire "sur la piste du Mammouth" et l'Emmy Award de la meilleure image
En 2016, il fait partie du jury pour la sélection officielle du festival international du grand reportage d'actualité (Figra).

## Filmographie de documentaires
- 2023 : sur la piste du Serpent
- 2021 : Balkany, les années fric de la République.
- 2021 : La guillotine une invention bien française.
- 2020 : Fessenheim, le début de la fin du nucléaire ?[F 1] ;
- 2020 : De Gaulle derniers secrets 1969-1970[F 2] ;
- 2020 : Les derniers Compagnons de le Libération[F 3] ;
- 2018 : Oran, le massacre oublié, avec Georges-Marc Benamou[F 4] ;
- 2016 : Profession homme d'État ;
- 2016 : Balladur-Chirac, mensonges et trahisons[F 5] ;
- 2014 : Il était une fois dans l’ouest – le roman noir des Hauts-de-Seine[F 6],[3] ;
- 2014 : Karpov - Kasparov, deux rois pour une couronne[F 7] ;
- 2013 : La droite a-t-elle tué Nicolas Sarkozy ?[F 8] ;
- 2013 : Nucléaire la grande explication[F 9] ;
- 2012 : L’extravagante affaire des avions renifleurs[F 10] ;
- 2011 : Le Diable de la République, 40 ans de Front National, avec Emmanuel Blanchard[F 11] ;
- 2010 : 10 mai 1981, Mitterrand Président ;
- 2010 : Les derniers jours de l'URSS[F 12] ;
- 2009 : Le temps des otages, Liban (1985-1988)[F 13] ;
- 2009 : Mur de Berlin : la guerre des espions ;
- 2009 : Scientologie : la vérité sur un mensonge FIGRA Prix spécial du Jury 2011
- 2008 : L'affaire Curiel: un crime d'État ;
- 2008 : Hitler : le rapport commandé par Staline ;
- 2007 : Louis XVII : querelles pour un trône ;
- 2007 : Ces fromages qu’on assassine, avec Joël Santoni[F 14] ;
- 2006 : Dans la peau d'un SDF ;
- 2006 : Eurotunnel ou comment gruger les petits actionnaires ;
- 2006 : Les carnets secrets de Nuremberg[F 15] ;
- 2005 : Ils ont su dire non - Les derniers compagnons de la Libération ;
- 2004 : Kosovo : Carton rouge pour la paix[F 16] ;
- 2004 : Les derniers poilus ;
- 2003 : Harkis, des Français entièrement à part ;
- 2003 : Les nouveaux antisémites[F 17] ;
- 2003 : L'affaire Dominici : ses mystères, ses impasses, ses mensonges ;
- 2003 : Dominici, complément d'enquête ;
- 2002 : Assassination of Russia ;
- 2002 : Tito Maréchal président ;
- 2002 : Jours tranquilles à Kaboul ;
- 2001 : Action Directe : la révolution à tout prix ;
- 2001 : Algérie : Paroles de tortionnaires ; Grand prix du FIGRA 2002
- 2001 : Gorbatchev, le dernier des soviétiques ;
- 2000 : Sur la piste du mammouth - Nommé aux Emmy Award pour la réalisation - Emmy Award de l'image - Prix du festival international Aventure et découverte - Prix Alain Estève
- 2000 : Rugby à XIII "envers et contre tous ;
- 2000 : Fidel Castro, avec Philippe Ronce et Thibaut d'Oiron[F 18] ;
- 2000 : L’Affaire Saint-Aubin, une obsession de justice et de vérité ;
- 1999 : Faux à en mourir – les médicaments ;
- 1998 : Les stades : Des dieux et des hommes, avec Marc Mopty[F 19] ;
- 1998 : La douleur à bras le corps ;
- 1998 : Lénine secret[F 20] ;
- 1998 : Repentance et pardon ;
- 1997 : Rumeurs sur Carpentras, avec Jean-Noël Kapferer[F 21] ;
- 1997 : Patrons sous Vichy, avec Marc Mopty[F 22] ;
- 1997 : L’engagement des intellectuels ;
- 1996 : Budapest, l'insurrection, « la victoire d'une défaite », avec Éric Sarner et Tania Rakhmanova[F 23] ;
- 1996 : Wallenberg, autopsie d’une disparition, avec Tania Rakhmanova[F 24] ;
- 1995 : Contre l'oubli, avec [[William Karel. Emmy Award du meilleur documentaire.
- 1995 : Pour une poignée de terre[F 25] ;
- 1995 : Hiroshima la censure 1989
- 1994 : Paul Catrain, notre oncle d'Ukraine (2e épisode), avec Emmanuelle Perez[F 26] ;
- 1993 : Paris nid d'espions ;
- 1993 : Paul Catrain, un soldat oublié (1er épisode) ;
- 1992 : Demain l'Apocalypse ;
- 1991 : La Mafia rouge ;
- 1991 : La Psychiatrie en URSS ;
- 1990 : L'homme qui n'existe pas ;
- 1989 : Le sorcier habite l'immeuble ;

### MagazineVendredisur FR3
Auteur de 17 documentaires de 52 min (1981-1988) :
- La filière bulgare — L’affaire Luchaire ;
- Fritz Mersche : Portrait du chef de la Gestapo d'Orléans ;
- Voyage au bout de la ZUP — La cité des Minguettes à Vaulx-en-Velin ;
- Le SIDA ;
- Descente dans la police — Un mois avec une Brigade Territoriale à Paris (Coauteur : Jean-Claude Morin) ;
- Milliards en cavale — Enquête sur la fuite des capitaux en 1982 ;
- Silence on tue — Le crime Bordeaux-Vintimille ;
- L'affaire des médecins de Poitiers (Bakari Diallo - Denis Archambeau - Pierre Mériel) ;
- Sahel 1986 : la grande famine ;
- Le Monde : un journal en crise[4] ;
- Les otages du Liban ;
- 36 heures d'enfer — La prise d'otage de Nantes (Grand Prix du FIGRA 1988) ;
- Amin Gémayel : Un Président dans la guerre.

### Documentaires de voyage
Diffusés sur les chaînes Voyage, TMC et France 5 :
- Éthiopie le pays des origines : Documentaire de 80 min, F5 dans Échappées Belles ;
- Les pygmées : Documentaire de 52 min dans la collection « Les dernières tribus ».

- Documentaires de 52 min dans la collection « Routes oubliées » :
  - Ghana, un îlot de démocratie ;
  - Bhoutan, la perle de l’Himalaya ;
  - Bolivie, sur le toit des Andes ;
  - Jamaïque, une autre caraïbe ;
  - Birmanie, la paisible apparence d'une dictature ;
  - Yémen, Parfums d'Arabie ;
  - Éthiopie, le toit de l'Afrique ;
  - Colombie, de mer, de sang et d'or ;
  - Libye, histoires de désert.

## Publications
- Walter De Bock (nl) et l'auteur, Des armes pour l'Iran : l'Irangate européen, Paris, Gallimard, coll. « Au vif du sujet », 1988, 294 p., 21 cm (ISBN 2-07-071259-1 et 9782070712595, OCLC 419845601, BNF 34927571, SUDOC 001230131).
- Abol Hassan Bani Sadr et l'auteur (propos recueillis), Le complot des ayatollahs, Paris, La Découverte, coll. « Cahiers libres », 1989, 236 p., 22 cm (ISBN 2-7071-1817-6, OCLC 300609188, BNF 35001455, SUDOC 001415514, présentation en ligne, lire en ligne ).
- Daniel Burdan et l'auteur, DST : neuf ans à la division antiterroriste, Paris, R. Laffont, coll. « Vécu », 1990, 383 p., 24 cm (ISBN 2-221-06589-1 et 9782221065891, OCLC 462165377, BNF 35087584, SUDOC 001644564, présentation en ligne, lire en ligne ).
- Lev Giltsov, Nicolaï Mormoul, Leonid Ossipenko, l'auteur (collaborateur) et Serge Kostine (collaborateur), La dramatique histoire des sous-marins nucléaires soviétiques : des exploits, des échecs et des catastrophes cachées pendant trente ans, Paris, R. Laffont, coll. « Vécu », 1992, 357 p., 24 cm (ISBN 2-221-07137-9 et 9782221071373, OCLC 463548082, BNF 35535151, SUDOC 002705168, présentation en ligne).
- Youri Ivanovitch Modine, l'auteur et Agnieszka Ziarek (collaborateur), Mes camarades de Cambridge : j'étais au KGB l'officier traitant de Philby, Burgess, Maclean, Blunt et Cairncross, Paris, R. Laffont, coll. « Vécu », 1994, 315 p., 24 cm (ISBN 2-221-07600-1 et 9782221076002, OCLC 463776546, BNF 35691148, SUDOC 003253570, présentation en ligne).
- Gilbert Collard et l'auteur, Un cimetière sous la lune : roman sur une profanation, Paris, M. Lafon, 1996, 261 p., 23 cm (ISBN 2-84098-213-7, OCLC 463905356, BNF 35839482, SUDOC 003953246, présentation en ligne).
- 2000 : Sur la piste du mammouth.
- L'auteur et Madeleine Sultan, Dominici : c'était une affaire de famille, Paris, l'Archipel (réimpr. 2013) (1re éd. 2004), 305 p., 21 cm (ISBN 2-84187-642-X et 2809812527, OCLC 421761688, BNF 39281235, SUDOC 084186445, présentation en ligne).
- L'auteur et Madeleine Sultan, Je n'ai pas tout dit : entretiens avec le général Aussaresses, Monaco / Paris, Éd. du Rocher, 2008, 297 p., 22 cm (ISBN 978-2-268-06514-4, OCLC 470924521, BNF 41243865, SUDOC 124051049, présentation en ligne).
- La vérité sur la mort de Maurice Audin, Sainte-Marguerite-sur-Mer (Seine-Maritime), Équateurs, 2014, 267 p., 23 cm (ISBN 978-2-84990-263-9, OCLC 871532668, BNF 43873512, SUDOC 176724044, présentation en ligne)[5].
- Balkany, l'impuni : secrets, mensonges et trahisons, Paris, Nouveau monde, 2019, 252 p., 21 cm (ISBN 978-2-36942-817-6, BNF 45723024, présentation en ligne, lire en ligne ).
- L'auteur et Charles Sobhraj, Biographie Moi, le serpent L'Archipel 2023, 428 pages  (ISBN 978-2-8098-4316-3)